# Univers Zéro
Univers Zéro är en belgisk experimentell instrumentalgrupp känd för sina mörka stämningar och influenser från 1900-talets kammarmusik. Gruppen bildades 1974 av trumslagaren Daniel Denis. Gruppen var sedan med och bildade en musikrörelse kallad Rock in Opposition (RIO) där även svenska Samla Mammas Manna ingick. Univers Zéro räknas till de mer experimentella och avantgardistiska grupperna inom progressiv rock.

## Instrumentering
Gruppens sammansättning av instrument är originell då den oftast kan sägas vara en korsning mellan ett rockband och en kammarensemble, vilket lett till att gruppens musikstil ofta kallats chamber rock. Gruppen har dock haft rätt många olika sättningar, men i allmänhet kan man räkna upp följande instrumentering.
- Klaviaturinstrument, som piano, syntar och orgelharmonium, spelade av Emmanuel Nicaise, Roger Trigaux, Andy Kirk, Jean-Luc Plouvier, Daniel Denis, Peter Van Den Berghe eller Pierre Chevalier.
- Något stråkinstrument, oftast violin, spelad av Patrick Hanappier, Marcel Dufrane, Alan Ward, André Mergen eller Martin Lauwers.
- Träblåsinstrument, vanligen oboe, fagott, klarinett eller basklarinett, spelade av Michel Berckmans, Dirk Descheemaeker eller Kurt Budé.
- Gitarr spelad av Roger Trigaux, Michel Delory eller Reginald Trigaux.
- Elbas spelad av Christian Genet, Guy Segers, Reginald Trigaux eller Eric Plantain.
- Trummor spelade av Daniel Denis.

## Diskografi
- 1313 (1977)
- Heresie (1979)
- Ceux du Dehors (1981)
- Crawling Wind EP (1983)
- UZED (1984)
- Heatwave (1986)
- The Hard Quest (1999)
- Rhythmix (2002)
- Implosion (2004)
- Live (2006)
- Clivages (2010)